# Fernleitungs-Betriebsgesellschaft
Die Fernleitungs-Betriebsgesellschaft mbH (FBG) ist ein mehrheitlich im Bundeseigentum befindliches Unternehmen, das die deutschen Anteile der NATO-Pipeline-Systeme Central Europe Pipeline System (CEPS) North European Pipeline System (NEPS) in Deutschland betreibt. Ihren Sitz hat sie seit 1974 im Bonner Ortsteil Bad Godesberg an der Löbestraße.

## Geschäftszweck
Eigentümer und Betreiber der militärischen Pipeline-Systeme der NATO und der Bundeswehr auf dem Gebiet der Bundesrepublik Deutschland ist der Bund. Die FBG ist als Erfüllungsgehilfe dem Bund für die Durchführung von Aufgaben des Betriebs dieser Systeme nach Maßgabe des Betriebsführungsvertrags aus dem Jahr 1983 verantwortlich. Sie bewirtschaftet unter anderem Tanklager, Hochdruckpumpstationen und Pipelines. Außerdem betreibt sie ein flexibel akkreditiertes Prüflaboratorium für Prüfungen in den Bereichen chemischer und physikalischer Untersuchungen von Mineralöl und verwandten Erzeugnissen, Eigenschaften von Flugturbinenkraftstoffen sowie ausgewählte Eigenschaften von Dieselkraftstoff.
Der Jahresumsatz beträgt 80 Millionen Euro.

## Eigentümer
Die Bundesrepublik Deutschland, vertreten durch das Bundesministerium der Verteidigung (BMVg), hält 51 Prozent am Stammkapital des Unternehmens, die TanQuid Betriebsführungsgesellschaft mbH 49 Prozent.

## Geschäftsführung
Zum Geschäftsführer ist seit dem 1. Mai 2022 Stefan Pott bestellt. Von 2006 bis zum 30. April 2022 hatte Ministerialrat Horst Saal diese Funktion inne.

## Aufsichtsrat
Die Mitglieder des Aufsichtsrates kommen aus dem BMVg, von TanQuid, dem Bundesministerium der Finanzen, dem Bundesamt für Infrastruktur, Umweltschutz und Dienstleistungen der Bundeswehr und dem Bundesamt für Ausrüstung, Informationstechnik und Nutzung der Bundeswehr.

## Standorte
Standort des Zentralservices ist Bonn. Der Betriebsservice sitzt in der ehemaligen Hohl-Kaserne in Idar-Oberstein. Die durch die FBG in Deutschland betreuten Installationen des CEPS und NEPS umfassen laut Geschäftsbericht 2021 insgesamt 1770 Kilometer unterirdisch verlegte Rohrfernleitungen, die zugehörigen Pumpstationen und Schieberschächte sowie 14 oberirdische Tanklager mit 103 Tanks (davon 96 Lagertanks und 7 Pufferbehälter), elf Tankwagen-Beladeanlagen und drei Eisenbahnkesselwagen-Beladeanlagen. Diese Installationen werden im Zusammenwirken mit entsprechenden Installationen in Belgien, Frankreich, Luxemburg und den Niederlanden zur Versorgung ziviler und militärischer Flugplätze mit Kerosin genutzt.

## Personal
Im Jahresdurchschnitt 2018 waren 321 Beschäftigte und im Vorjahr 316 Beschäftigte bei der FBG angestellt.
Als tarifrechtliche Grundlagen der FBG werden seit dem 1. Oktober 2005 der Tarifvertrag für den öffentlichen Dienst (TVöD) mit den dazugehörenden Durchführungsbestimmungen und Vorschriften sowie der im Jahr 2015 aktualisierte Haustarifvertrag der FBG angewandt. Seit dem 1. Januar 2007 findet der Tarifvertrag über das Leistungsentgelt (LeistungsTV-Bund) Anwendung.
Mit Wirkung vom 1. Januar 2002 kommt der für den Geschäftsbereich des BMVg geltende Tarifvertrag über sozialverträgliche Begleitmaßnahmen im Zusammenhang mit der Umgestaltung der Bundeswehr (TV UmBw) auch für erforderliche strukturelle und betriebliche Anpassungen in der FBG zur Anwendung. Dessen Laufzeit wurde im Juni 2017 bis zum 31. Dezember 2023 verlängert. Betriebsbedingte Kündigungen sind bis zum 31. Dezember 2023 ausgeschlossen.

## Geschichte
Die Gesellschaft entstand in ihrer jetzigen Form Anfang der 1970er Jahre als Tochterunternehmen der VTG AG (Vereinigte Tanklager-Gesellschaft), die wiederum eine Tochter der Industrieverwaltungsgesellschaft (IVG) war. Mitte der 1970er Jahre waren bei ihr rund 750 Personen angestellt.
Anfang der 1990er Jahre wurde das Leitungsnetz zur zivilen Nutzung freigegeben. In diesem Zeitraum war das Rohrleitungssystem auf 3026 Kilometer angewachsen und die Gesellschaft hatte 1075 Mitarbeiter. Dann wurden militärisch nicht mehr benötigte Rohrleitungsabschnitte stillgelegt und Personal reduziert.